# Jesús Galdeano Portillo
Jesús Galdeano Portillo (Iguzkitza, 6 de gener de 1932 - Lizarra, 6 de maig de 2017) va ser un ciclista basc, professional entre 1951 i 1963, durant els quals aconseguí més de vint-i-cinc victòries. En el seu palmarès destaquen tres victòries d'etapa a la Volta a Espanya, a banda de vestir el mallot de líder en l'edició de 1960.

## Palmarès
- 1952
  - Campionat de Navarra
  - 1r al Gran Premi de Laudio
- 1955
  - 1r al Campionat Basco-navarrès de Muntanya
  - Vencedor de 2 etapes a la Volta a Andalusia
  - Vencedor d'una etapa a la Volta a Espanya
- 1956
  - Vencedor d'una etapa a la Bicicleta Eibarresa
- 1957
  - Vencedor d'una etapa a la Volta a Llevant
- 1959
  - 1r al Circuito Montañés i vencedor de 2 etapes, más 2 etapas
- 1960
  - Vencedor d'una etapa a la Volta a Espanya
- 1961
  - Vencedor d'una etapa a la Volta a Espanya
  - Vencedor d'una etapa a la Volta a Llevant

### Resultats al Tour de França
- 1958. 59è de la classificació general
- 1959. Abandona
- 1960. Abandona

### Resultats a la Volta a Espanya
- 1955. Abandona. Vencedor d'una etapa
- 1956. 33è de la classificació general
- 1957. 34è de la classificació general
- 1959. 10è de la classificació general
- 1960. 21è de la classificació general. Vencedor d'una etapa
- 1961. 25è de la classificació general. Vencedor d'una etapa
- 1963. 54è de la classificació general

### Resultats al Giro d'Itàlia
- 1957. 63è de la classificació general
- 1958. 38è de la classificació general
- 1960. 80è de la classificació general
- 1961. 50è de la classificació general
- 1963. 60è de la classificació general